# حسینیه نظرگاه علی
حسینیه نظرگاه علی مربوط به دوره افشار است و در شهرستان گرمه،بخش مرکزی، خیابان شهید ناطق، جنب مسجد جامع واقع شده و این اثر در تاریخ ۱۲ دی ۱۳۸۶ با شمارهٔ ثبت ۲۰۲۹۸ به‌عنوان یکی از آثار ملی ایران به ثبت رسیده است.